# Autostrada A921 (Niemcy)
Autostrada federalna A921 (niem. Bundesautobahn 921 (BAB 921), skrótowo niem. Autobahn 921 (A 921)) – niezrealizowany projekt niemieckiej autostrady w północno-wschodniej części Monachium. Arteria miała połączyć miasto z portem lotniczym.
Z planowanym przebiegiem trasy miejscami pokrywają się drogi M3 oraz St 2088.

## Opis przebiegu
Swój przebieg miała rozpoczynać na placu Effnerplatz, krzyżując się z niezrealizowaną autostradą A999 i biec na wschód od Unterföhring. W Ismaning miał powstać węzeł arterii z A99, skąd droga miała dalej podążać w kierunku północno-wschodnim i zakończyć się węzłem z A922 na wysokości lotniska, niedaleko miejscowości Freising.
Jedyną pozostałością w terenie po planach budowy jest tzw. „wiadukt donikąd” (niem. Soda Brücke), znajdujący się pomiędzy węzłami Kreuz München-Nord a Aschheim/Ismaning (nr 14). W tym miejscu miał powstać węzeł łączący A99 z A921. 
Gdyby trasa powstała, obecnie byłaby prawdopodobnie włączona do przebiegu A92, z kolei odcinek A92 od lotniska do Monachium byłby oznakowany jako A992.